# Mundžanski jezik
Munji jezik (ISO 639-3: mnj; isto i munjani, munjhan, munjiwar), jedan od sedam pamirskih [pamr] jezika šire jugoistočne iranske [seir] skupine, kojim govori oko 3 770 ljudi (2000) u dolinama Munjan i Mamalgha u Afganistanu.
Postoje četiri dijalekta: sjeverni munji [mnj-nor], centralni munji [mnj-cen], južni munji [mnj-sou], mamalgha munji [mnj-mam].

## Vanjske poveznice
- Ethnologue (14th)
- Ethnologue (15th)